# Gaston Green
Gaston Alfred Green III (Los Angeles, 1º agosto 1966) è un ex giocatore di football americano statunitense che ha giocato nel ruolo di running back nella National Football League. Al college giocò a football a UCLA.

## Carriera professionistica
Harvey fu scelto come 14ª assoluto nel Draft NFL 1988 dai Los Angeles Rams. Vi giocò per tre stagioni, non correndo mai più di 261 yard. La sua miglior stagione fu quella del 1991 quando in forza ai Denver Broncos corse un primato personale di 1.037 yard, venendo convocato per il suo unico Pro Bowl. Dopo un'altra stagione coi Broncos, si ritirò dopo avere giocato nel 1993 coi Los Angeles Raiders.

## Palmarès
- Convocazioni al Pro Bowl: 1

1991
- All-Pro: 1

1991

## Statistiche
| Yard corse | 2.136 |
| Touchdown  | 6     |